# Brava! (Paulina Rubio)
Brava! è il decimo album in studio (il secondo bilingue) della cantante messicana Paulina Rubio, pubblicato nel 2011.
Nel 2012 vengono pubblicati i brani Boys Will Be Boys, Say the Word, Loud e una nuova versione di Me voy in duetto con il cantante Espinoza Paz.

## Tracce
1. Me gustas tanto – 3:40
2. All Around the World – 3:48
3. Cásate con tu mamá – 2:38
4. Olvídate de mí – 2:53
5. Sabes que te amo – 3:28
6. Hoy me toca a mí (featuring Taboo) – 4:04
7. Heat of the Night – 3:30
8. Me voy – 2:46
9. Que estuvieras aquí – 4:55
10. Volvamos a empezar – 4:17